# Gare de Thorame-Haute

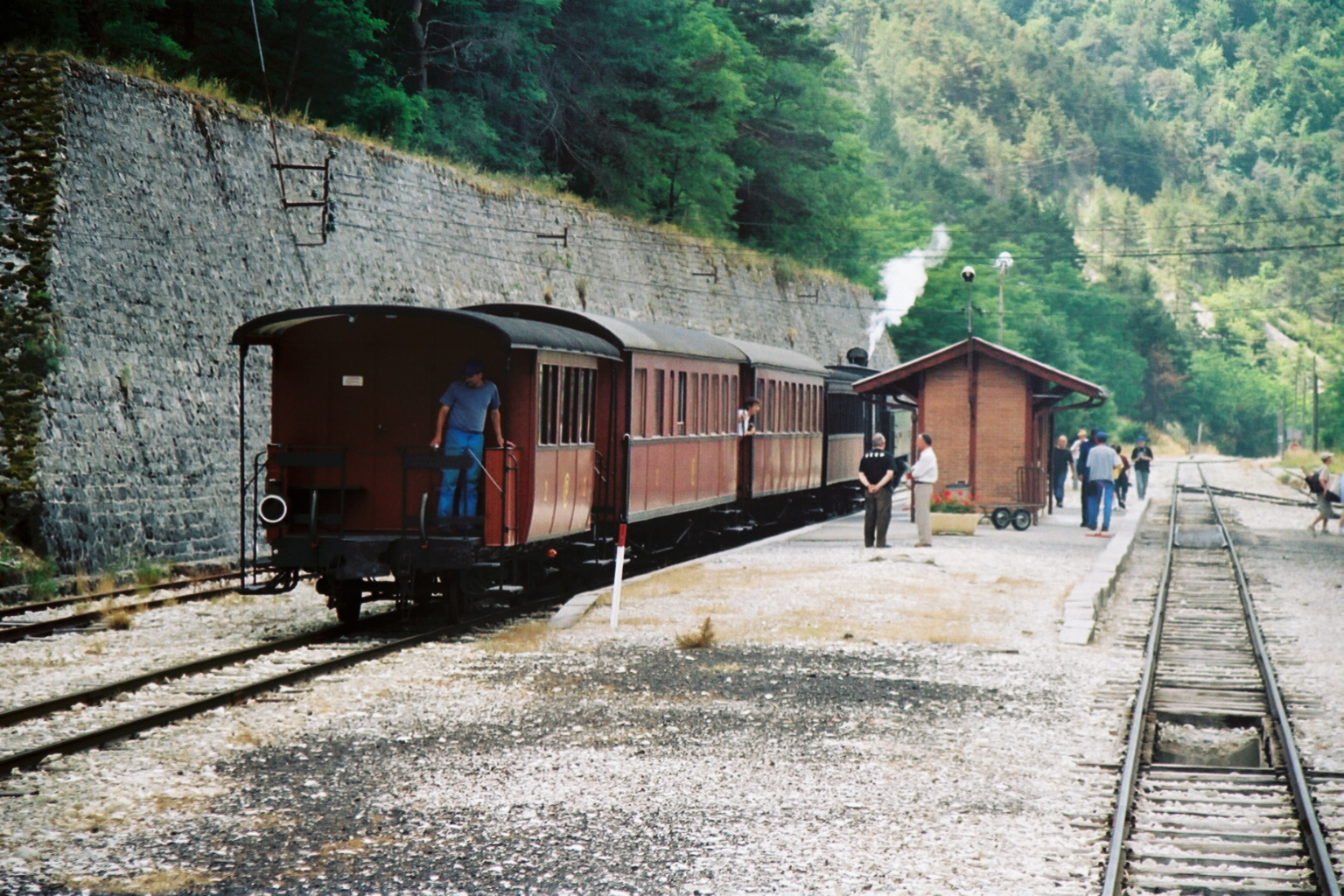
Vapeur en gare de Thorame Haute.

La gare de Thorame-Haute est une gare ferroviaire française située sur le territoire de la commune de Thorame-Haute, dans le département des Alpes-de-Haute-Provence en région Provence-Alpes-Côte d’Azur.
Sur la même commune il existe aussi la halte de Peyresq, située à la limite de la commune au bord du torrent de la Vaïre.

## Situation ferroviaire
Établie à 1 013 mètres d'altitude, la gare de Thorame-Haute est située au point kilométrique (PK) 95,477 de la ligne de Nice à Digne (voie métrique), entre les haltes de Peyresq (dont elle est séparée par le tunnel de la Colle-Saint-Michel) et d'Allons - Argens.

## Histoire
La Compagnie des chemins de fer du Sud de la France  a ouvert la gare en 1911. Elle était dotée d'un buffet dont le bâtiment est placé à proximité immédiate du bâtiment principal.
En 1891, la Compagnie des chemins de fer du Sud de la France (dit Sud-France) met en service la ligne de Digne à Mézel-Chateauredon. En 1892 sont mis en service les tronçons Nice - Colomars, Colomars - Puget-Théniers, ainsi que Saint-André – Mézel en direction de Digne. Le dernier tronçon entre Saint-André-de-Méouilles et Puget-Théniers reste donc à réaliser.
Le choix définitif de faire passer la ligne par la haute vallée du Verdon nécessite le percement d’un tunnel long de 3 457 m, celui-ci relie la haute vallée du Verdon à celle de la Vaïre. La décision est prise le 19 décembre 1898 par décret du ministre des travaux publics. Le devis initial prévu pour le percement du tunnel est de 4 800 000 francs. Le marché est attribué à l'entreprise Marlaud Frères, le 30 novembre 1899, à l'issue d'une adjudication qui a vu 24 entreprises proposer des rabais compris entre 10 et 34 %. Le montant définitif du marché est de 2 829 681 francs correspondant à un rabais de 34,001 %. Les travaux débutent en janvier 1900, après le percement de deux premières galeries d'étude longues de 200 m, en 1899-90.
La construction du dernier tronçon long de 27 km et le percement du tunnel prennent plusieurs années et ne rencontrent pas d'obstacles majeurs, à l'exception de l'éboulement sur les voies de la gare de Thorame-Haute et de l'affaissement de la plateforme de la gare de Méailles (juin 1911). Le glissement de terrain de la gare de Thorame-Haute se produit en avril 1909 : une partie de la masse du pic de Rent s’effondre et recouvre les voies posées sur la plateforme de la gare dont les bâtiments ne sont pas encore construits. La montagne est stabilisée par un mur de soutènement de 114 m de long, épais de 1,5 m et renforcé de 7 contreforts de 27 à 33 m de profondeur.
L’ouverture au trafic des voyageurs se fait le 3 juillet 1911, mais l’inauguration n’a lieu que le 6 août de la même année. La mise en service complète de la ligne de Nice à Digne est de ce fait réalisée.
La gare gagne une certaine importance en tant que « gare touristique ». Elle dessert toute la haute vallée du Verdon qui connait une fréquentation importante. Plusieurs établissements hôteliers (notamment l’Alp’hôtel de Beauvezer, et celui de Fontgaillarde à Thorame-Haute) accueillent une clientèle aisée en provenance de la Côte d’Azur.

## Service des voyageurs

### La gare
Contrairement  à de nombreuses gares de la ligne, elle n’a jamais été fermée, le personnel est toujours présent pour la vente des billets. C'est la gare plus élevée de la ligne. C’est également la seule gare qui dessert le Haut Verdon.
Elle est implantée sur une terrasse étroite sur la rive gauche du Verdon et a donné son nom au lieu-dit : Thorame-Haute-Gare. La route départementale 955 traverse ce lieu. Le chef-lieu de la commune se situe en amont à 7 km.
Elle dispose d’installations qui servaient au transit de marchandises, aujourd'hui à l’abandon. Autrefois, le train était utilisé pour le transport de matériaux de construction comme le bois.

### Desserte
La gare est desservie chaque jour par 4 trains de chaque sens.
De nos jours la gare sert surtout à la desserte de touristes en direction du Val d'Allos pour les sports d’hiver, et en été pour des excursions.
Il existe un service de bus spécial en hiver pour rejoindre les stations de ski d’Allos. Toute l’année, les communes de la vallée sont desservies par des liaisons régulières. Plusieurs départs de randonnées sont indiqués autour de la gare et de la halte de Peyresq.